# 硫嘌呤

硫代鸟嘌呤

巯嘌呤

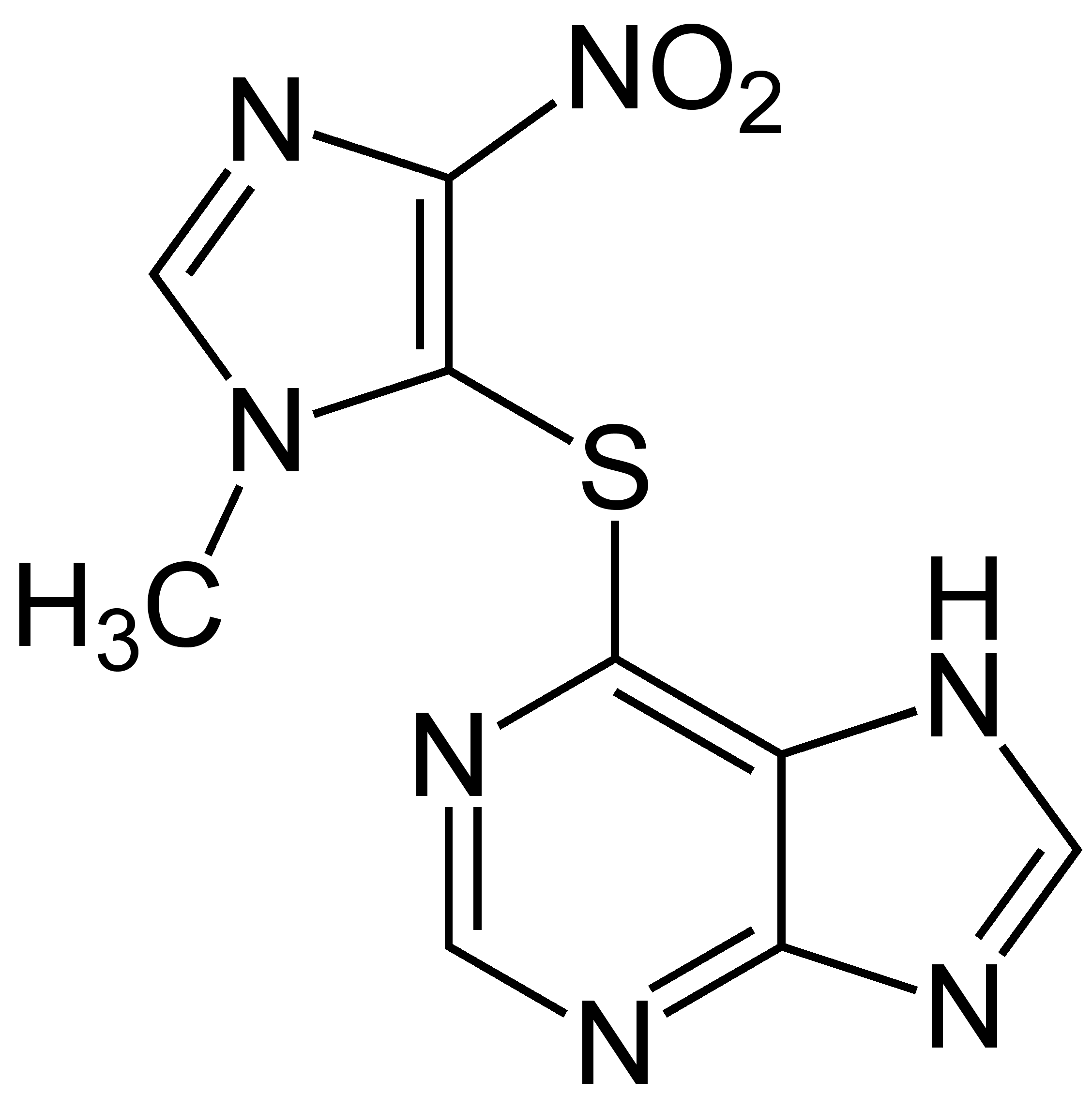
硫唑嘌呤

硫嘌呤（thiopurine）是嘌呤類抗代谢物，常用來治療急性淋巴性白血病及自體免疫性疾病（如克隆氏症、類風濕性關節炎），其在體內需經代謝轉化成具有生物活性的巰基鳥嘌呤核苷酸，發揮殺死腫瘤細胞的作用，也常用在接受器官移植的患者。一旦硫嘌呤類藥物在體內代謝通路中的關鍵酶存在單核苷酸多態性或發生功能突變，腫瘤細胞就會耐受硫嘌呤類藥物而產生耐藥復發。
非金属依赖性的硫嘌呤甲基轉移酶會催化硫嘌呤，使其甲基化，在硫原子上增加一個甲基，過程中提供甲基的是S-腺苷甲硫氨酸，後者同時被轉化成S-腺苷-L-高半胱氨酸。NUDT15也會催化硫嘌呤代謝。
有一個訴訟是有關監測硫嘌呤藥物劑量的診斷套件專利，此訴訟後來到美國最高法院，是2012年的Mayo Collaborative Services v. Prometheus Laboratories, Inc.，後來大幅改變了美國的專利法本質。

## 外部連結
- http://www.pharmgkb.org/do/serve?objId=PA2040 （页面存档备份，存于）